# Ergazjofigofit

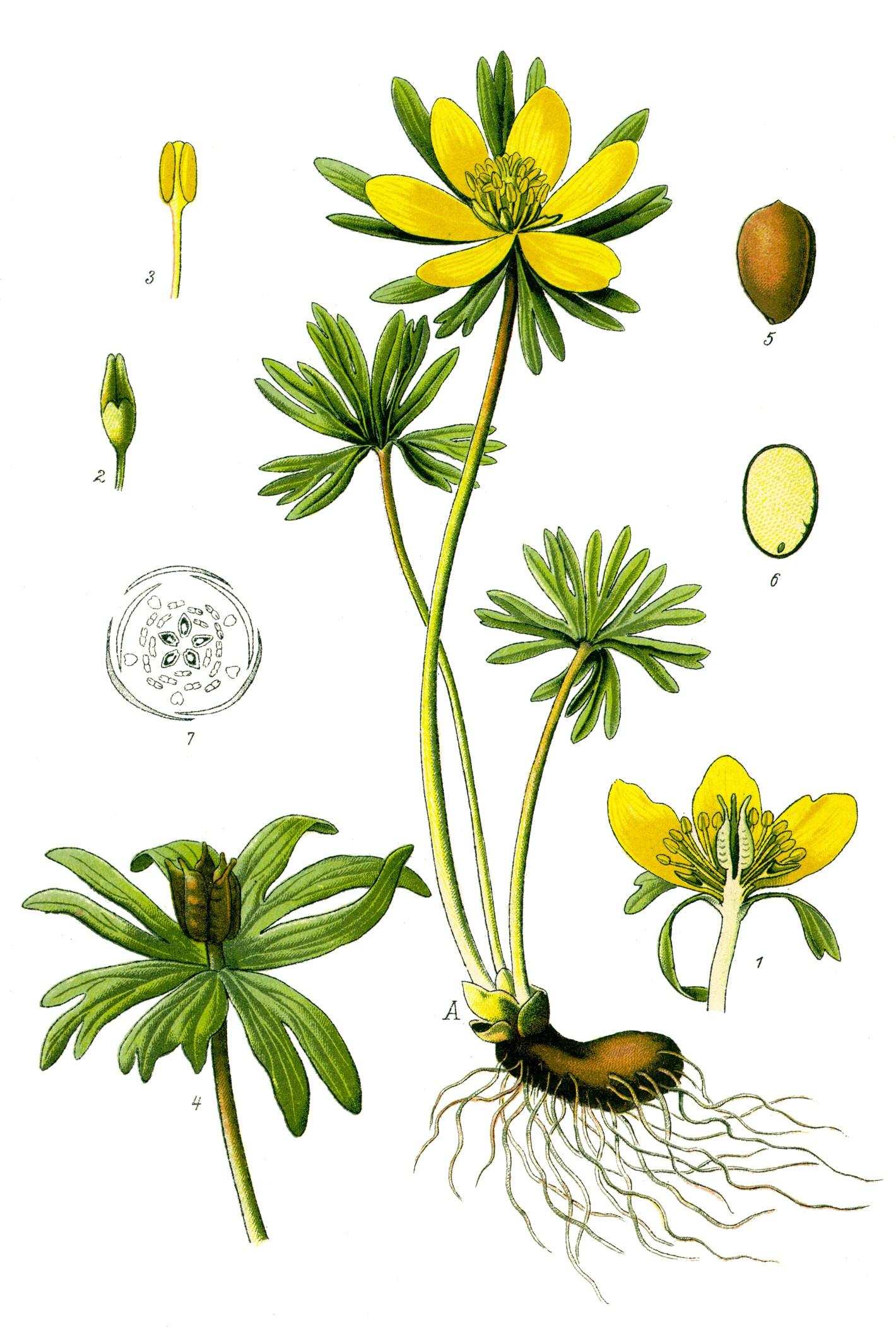
Rannik zimowy Eranthis hyemalis – ergazjofigofit pochodzący z uprawy roślin ozdobnych

Ergazjofigofit – gatunek rośliny uprawnej obcego pochodzenia, który przejściowo dziczeje. Ergazjofigofity zwykle pojawiają się w siedliskach naturalnych lub półnaturalnych wokół terenów upraw danego gatunku, ale nie udaje im się trwale zadomowić. Gatunki te zwykle nie mają szans na przejście całego cyklu rozwojowego w określonych warunkach klimatycznych i w krótkim czasie zanikają ze stanowisk spontanicznych. Nielicznym jednak, czy to w wyniku skrzyżowania z rodzimymi gatunkami, czy też korzystnych dla nich zmian w środowisku, udaje się czasami trwale zaaklimatyzować.

## Ergazjofigofity we florze polskiej
Według badań Krzysztofa Rostańskiego z 1989 r. w polskiej florze było 149 ergazjofigofitów.  Liczba ta jednak zmienia się ciągle. Ergazjofigofity wraz z efemerofitami tworzą grupę diafitów.
Przykłady ergazjofigofitów we florze polskiej:
- czarnuszka siewna (Nigella sativa)
- groch zwyczajny polny (Pisum sativum subsp. arvense)
- ostróżeczka polna (Consolida ajacis)
- owies szorstki (Avena strigosa)
- owies zwyczajny (Avena sativa)
- rannik zimowy (Eranthis hyemalis)
- wyka pannońska (Vicia pannonica)
- żywotnik zachodni (Thuja occidentalis)